# Valdemoro-Sierra
Valdemoro-Sierra est une municipalité espagnole de la province de Cuenca, dans la région autonome de Castille-La Manche.